# Il Gabbiano (periodico)
Il Gabbiano è un periodico cattolico bresciano nato il 5 dicembre 1983. Vi si trovano approfondimenti sul mondo giovanile, la pastorale e la cultura.

## Storia
Nato nel 1983 come rivista quindicinale di cultura, arti e pastorale giovanile, "Il Gabbiano" nella prima veste è diretto dal giornalista Adalberto Migliorati e ha sede in via Gabriele Rosa, 30 a Brescia. Diretto successivamente da don Amerigo Barbieri raccoglie gli scritti dei vescovi Bruno Foresti e Giulio Sanguineti e riedita i testi di Giovan Battista Montini (papa Paolo VI).
Nel 2002, sotto la direzione di don Claudio Paganini e la cura del giornalista Gabriele Bazzoli, "Il Gabbiano" cambia veste adottando un formato giornalistico di quattro pagine a colori e diventando un inserto del settimanale diocesano "La Voce del Popolo". La sede è trasferita in via Trieste 13/c, a Brescia.
Nel 2007, sotto la direzione di don Adriano Bianchi, di don Marco Mori e del giornalista Gabriele Bazzoli, il giornale torna al formato rivista di trentasei pagine a colori, pur rimanendo allegato al settimanale La Voce del Popolo. Vi sono pubblicati contributi dei vescovi Francesco Beschi e Luciano Monari e pubblicati fumetti e opere di giovani autori tra i quali il fumetto "Sam Turner Cotton" di Francesca Navoni.
A partire dall'ottobre 2010 la rivista cambia formato grafico e modo di distribuzione: non più come allegato al settimanale diocesano, ma riprendendo ad avere una propria distribuzione, a cadenza mensile, nel territorio bresciano.